# Kedunguneng
Kedunguneng is een bestuurslaag in het regentschap Mojokerto van de provincie Oost-Java, Indonesië. Kedunguneng telt 1985 inwoners (volkstelling 2010).